# Avetar de Sagramorta
L'Avetar de Sagramorta, al municipi d'Alp, la Cerdanya, és un bosc amb avets. S'hi troben dues clapes, una sota de l'estació de tren de la Molina i l'altra vora el túnel de Toses. Fitocenològicament, formen part de l'Hylocomio-Pinetum catalaunicae.
L'avet blanc, Abies alba, és l'única espècie d’avet que creix espontàniament a Catalunya en alguns vessants ombrívols dels Pirineus. L’avet és una espècie relativament rara a Catalunya que ocupa en conjunt poc més de 13.000 ha amb menys de 15 milions de peus.